# Tailleville
Cet article court présente un sujet plus développé dans : Douvres-la-Délivrande.
Tailleville est une ancienne commune française, située dans le département du Calvados en région Normandie.

## Géographie
La commune se développe autour du prieuré de Tailleville.

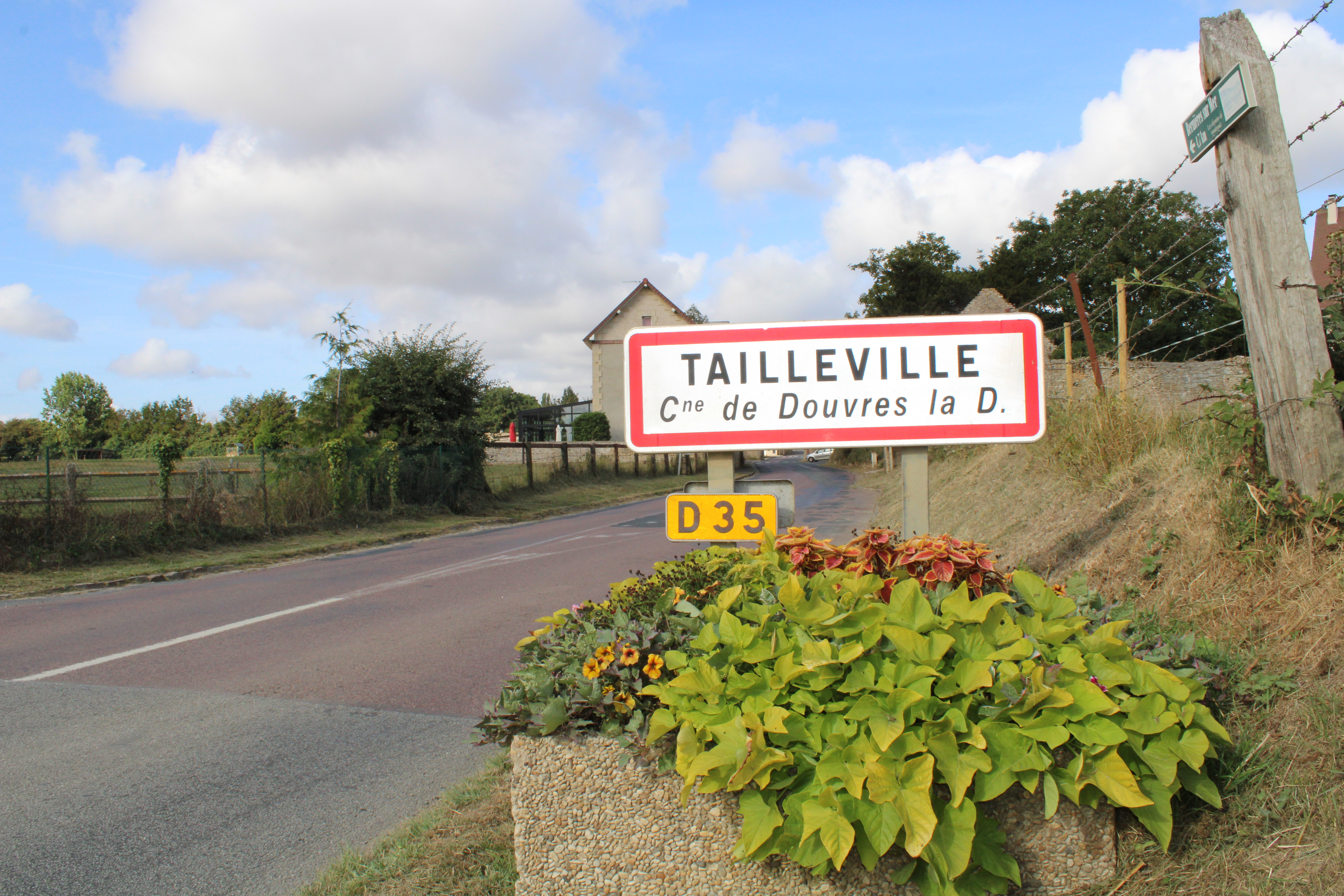
Entrée du village.

## Toponymie
Le nom de la localité est attesté sous les formes Tailliavilla en 1068, Manerium de Taillivilla en 1230, Taillevilla en 1234.

## Histoire
Au XIXe siècle, la population est comprise entre 98 habitants (en 1836) et 134 habitants (en 1881). Au XXe siècle, la population baisse régulièrement, malgré une légère augmentation dans les années 1930. Au recensement de 1968, la population n'est que de 72 habitants. En 1973, la commune est donc rattachée à la celle de Douvres-la-Délivrande, sous le statut de commune associée.
Le code officiel géographique de la commune de Tailleville est 14683.
Le statut de commune associée est supprimé le 31 août 2022. La fusion devient alors totale.

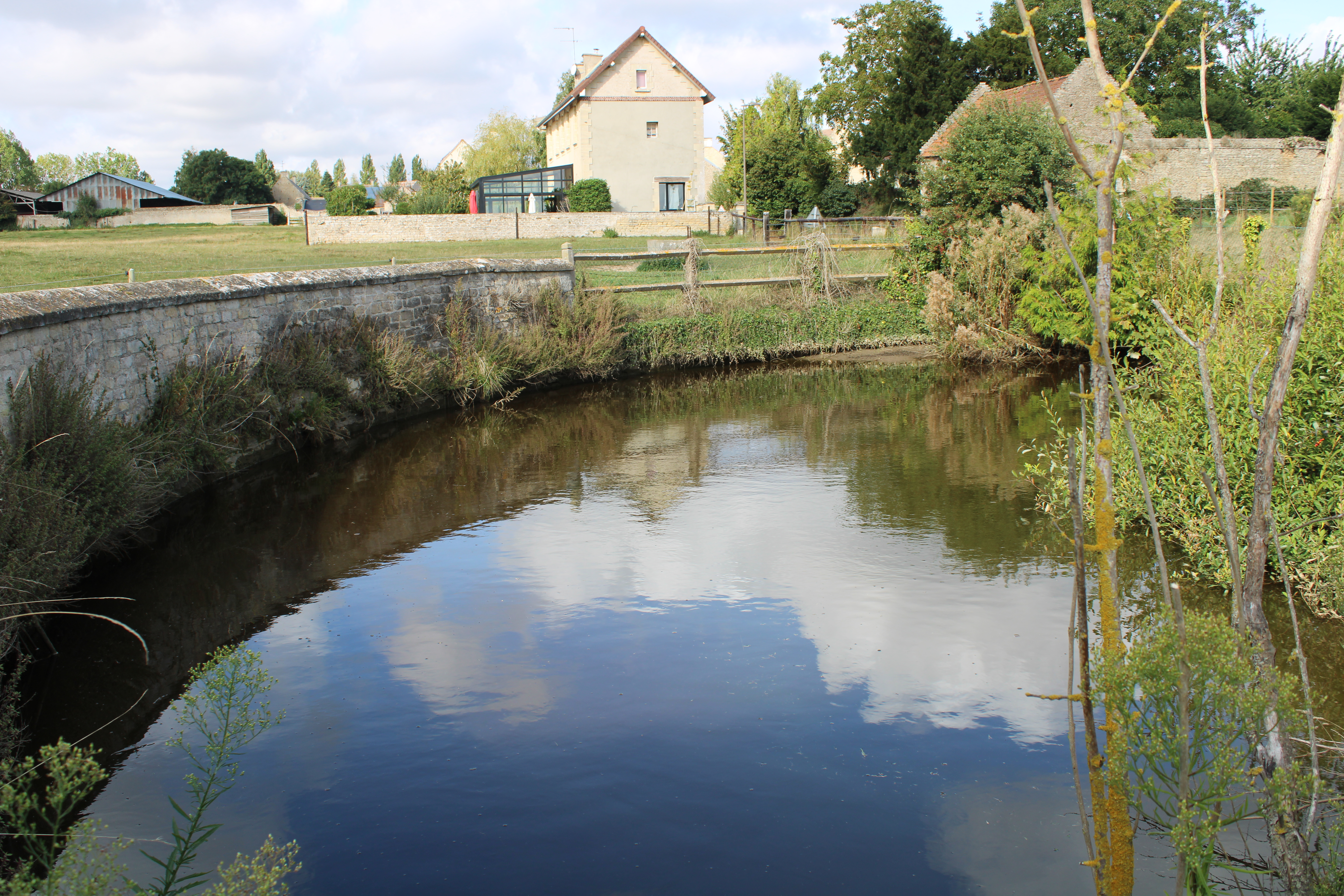
La mare aux hirondelles.
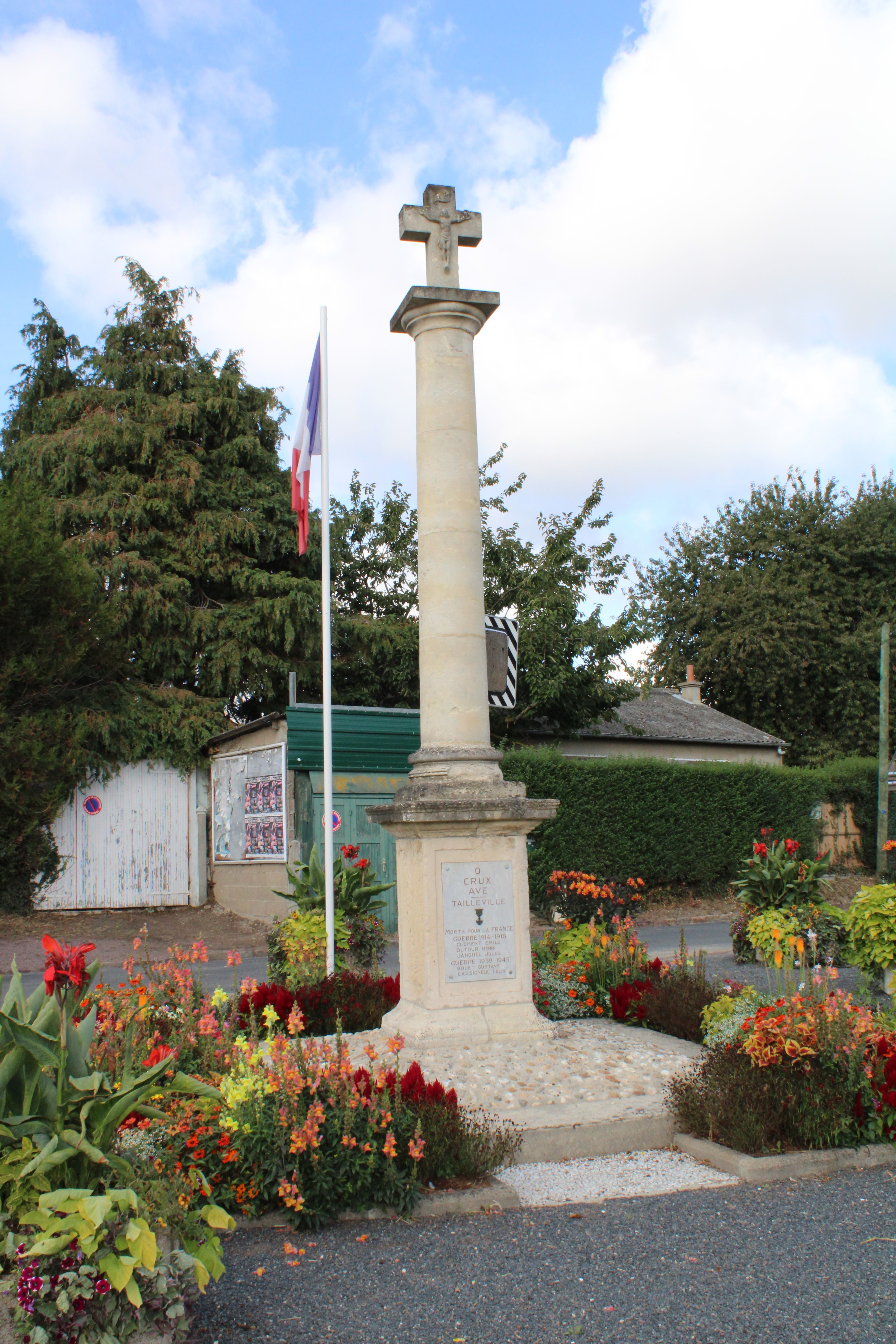
Le monument aux morts.